# Хасимото, Кингоро
Кингоро Хасимото (1890—1957) — японский националист, публицист. Создатель и участник ряда тайных обществ, а также нескольких резонансных инцидентов, в том числе международных. Депутат парламента и военный преступник.

## Биография

### Ранние годы
В 1911 году закончил военную академию. В 1927 вступил в общество Кинкикай, стремившееся к возвращению императору всей полноты власти, якобы узурпированной коррумпированными политиками. В 1927—1930 служил военным атташе в Турции, где стал поклонником идей и преобразований, проводимых под руководством Кемаля Ататюрка. Вернувшись в Японию, возглавил русский отдел второго управления Генштаба (1930—1931) и создал собственное тайное общество Сакуракай, состоявшее из националистически настроенных офицеров.

### Националистическая и военная деятельность. Три инцидента
В 1931 году был одним из главных участников двух провалившихся заговоров, в результате которых националисты хотели добиться роспуска парламента и передачи власти военным. После раскрытия заговоров полковник Хасимото был переведён на службу в провинцию. В 1932 некоторое время содержался под арестом, затем стал известен как публицист с сильным националистическим уклоном. После инцидента 26 февраля 1936 года был переведён на службу в Китай.

### Инцидент с обстрелом и потоплением американской канонерки
В декабре 1937 года Хасимото, будучи командиром одной из артиллерийских частей, самовольно приказал открыть огонь по американской канонерке Panay' на реке Янцзы. Судно было потоплено. Этот инцидент едва не привёл к разрыву дипломатических отношений между Японией и США.

### 1938—1945
Вернувшись в Японию, возглавлял Партию молодёжи великой Японии, активно соучаствовал в деятельности Ассоциации помощи трону. Платформа Хасимото при этом оставалась всё той же — он желал возвращения императору всей полноты власти, военного правления вплоть до диктатуры (в некоторых вариантах — во главе со всё тем же императором) и националистического курса во внешней политике. Испытывая некоторые симпатии к идеям итальянского и английского фашизма, не считал их применимыми в родной стране при сохранении императорской власти, горячим сторонникам которой оставался всю жизнь.
Мог быть причастен к заговору 1940 года против премьер-министра Ёнаи.
В 1944—1945 годах был сначала депутатом, а затем и вице-президентом парламента (который дважды планировал разогнать в 1931).

### Поздние годы
Полковник Хасимото неожиданно для многих был судим Международным военным трибуналом для Дальнего Востока как один из главных военных преступников и приговорён к пожизненному заключению. Освобождён в 1954 году. В 1956 баллотировался в верхнюю палату парламента, набрал около 200 000 голосов, но выборы проиграл. В 1957 году политик скончался в Токио.